# Trần Cảnh Được
Trần Cảnh Được là một vận động viên bóng bàn nổi tiếng của miền Nam Việt Nam (trước 1975). Ông được xem là "một trong những huyền thoại bóng bàn đã từng làm rạng danh nước Việt trên đấu trường quốc tế suốt thập kỷ 50 – 60".

## Tiểu sử
Ông sinh năm 1933 tại Hội An, mặc dù gia đình sinh sống tại Sài Gòn.
Thuở nhỏ, ông học trường Lasan Taberd và được gây dựng niềm say mê bóng bàn từ đây. Năm 1951, khi 18 tuổi, ông đã đoạt chức vô địch bóng bàn toàn quốc và tiếp tục vào năm kế tiếp 1952.
Năm 1952, ông ra Hà Nội tham gia biểu diễn bóng bàn với 2 đội Nhật và Hồng Kông, ông quen với bà Kim Chi lúc ấy là ca sĩ với tên Thùy Dương. Năm sau, bà Kim Chi vào Sài Gòn và 2 người làm lễ cưới. Lúc đầu khi bắt đầu đi tranh giải, trái ý cha, ông phải lấy tên là Trần Cảnh Đức. Sau ông mới lấy tên thật là Được.
Ông cũng là thiếu tá Quân lực Việt Nam Cộng hòa nên sau khi chiến tranh Việt Nam kết thúc, bị bắt giam học tập cải tạo 8 năm..
Từ ngày 20 tháng 1 năm 1993 cho đến nay, ông sống tại San Jose, California.

## Thành tích
- Huy chương vàng đôi nam (với Mai Văn Hòa), huy chương bạc (toàn đội) tại Giải vô địch châu Á tại Tokyo năm 1953 [2].
- Huy chương bạc đồng đội tại Giải vô địch châu Á tổ chức tại Singapore năm 1955
- Huy chương vàng đồng đội, huy chương vàng đôi nam tại Giải vô địch châu Á tại Philippines năm 1957 (với Mai Văn Hòa, và Trần Văn Liễu)
- Huy chương vàng bóng bàn đồng đội và đôi nam (với Mai Văn Hòa) tại Đại hội Thể thao châu Á (Asiad 1958) tại Tokyo 1958. Đây là chiến thắng lịch sử làm rúng động thể thao thế giới [3][4]
- Huy chương đồng giải Vô địch Bóng bàn quốc tế tại Dortmund 1959 (đồng đội, với Mai Văn Hòa, Lê Văn Tiết)
- Huy chương vàng đồng đội SEAP Games 1959 (với Trần Cảnh Được, Trần Cảnh Đến và Huỳnh Văn Ngọc)[1].

Trần Cảnh Được có lối đánh vừa công vừa thủ, đặc biệt là sở trường quạt trái, rờ ve bằng đầu vợt lúc phản công rất hiệu nghiệm. Richard Bergmann, một tay vợt người Anh gốc Áo từng hai lần vô địch thế giới vào cuối thập niên 1940, và không ít lần là bại tướng dưới tay ông Được - đã phải từng nói: "Được là tay vợt đều nhất mà tôi được biết"!